# Prohibició per ombreig
La prohibició a l'ombra és la pràctica de bloquejar o bloquejar parcialment un usuari o el contingut de l'usuari d'algunes àrees d'una comunitat en línia de manera que la prohibició no sigui fàcilment evident per a l'usuari, independentment de si l'acció la fa una persona o un algoritme. Per exemple, els comentaris prohibits a l'ombra publicats a un bloc o a un lloc web de mitjans serien visibles per al remitent, però no per als altres usuaris que accedeixin al lloc.
La frase "prohibició per ombreig" té una història col·loquial i ha experimentat una certa evolució d'ús. Originalment, s'aplicava a una mena enganyosa de suspensió de comptes als fòrums web, on una persona semblava poder publicar mentre en realitat tenia tot el seu contingut ocult als altres usuaris. El 2022, el terme s'ha aplicat a mesures alternatives, especialment mesures de visibilitat com la retirada de la llista i la reducció de la classificació.
En ocultar parcialment, o fer que les contribucions d'un usuari siguin invisibles o menys destacades per a altres membres del servei, l'esperança pot ser que, en absència de reaccions als seus comentaris, l'usuari problemàtic o desfavorit s'avorrirà o frustrarà i abandoni el lloc, i que els  spammers i trols es desanimaran de continuar amb el seu comportament no desitjat de comptes nous.

## Terminologia
La pràctica també s'anomena prohibició furtiva, prohibició infernal, prohibició fantasma i fantasma de comentaris.

## Història
A mitjans de la dècada de 1980, els fòrums de BBS que inclouen el programari Citadel BBS tenien un "twit bit" per als usuaris problemàtics que, quan s'habilitava, limitaria l'accés de l'usuari alhora que els permetia llegir les discussions públiques; tanmateix, els missatges publicats per aquest "twit" no serien visibles per als altres membres d'aquest grup.
Es creu que el terme "prohibició a l'ombra" es va originar amb els moderadors del lloc web Something Awful l'any 2001, tot i que la funció només es va utilitzar breument i poc.
Michael Pryor, de Fog Creek Software, va descriure la prohibició furtiva dels fòrums en línia el 2006, dient com un sistema d'aquest tipus estava al seu lloc al sistema de gestió de projectes FogBugz, "per resoldre el problema de com aconseguir que la persona se'n vagi i et deixi en pau". A més d'evitar que els usuaris problemàtics participessin en guerres de flama, el sistema també va desanimar els spammers, que si tornaven al lloc tindrien la falsa impressió que el seu correu brossa encara estava al seu lloc. The Verge el descriu com "un dels trucs de moderació més antics del llibre", assenyalant que les primeres versions de vBulletin tenien una llista global d'ignorar coneguda com a "Tachy goes to Coventry", com en l'expressió britànica "per enviar algú a Coventry", és a dir, ignorar-los i fingir que no existeixen.
Una actualització de 2012 a Hacker News va introduir un sistema de "prohibició de l'infern" per al correu brossa i el comportament abusiu.
Al principi, Reddit va implementar (i continua practicant) la prohibició d'ombra, suposadament per abordar els comptes de correu brossa. El 2015, Reddit va afegir una funció de suspensió del compte que es deia que havia substituït els seus shadowbans a tot el lloc, tot i que els moderadors encara poden shadowban els usuaris dels seus subreddits individuals mitjançant la seva configuració AutoModerator i també manualment. Un usuari de Reddit va ser prohibit accidentalment durant un any el 2019, posteriorment es va posar en contacte amb el servei d'assistència i es van restaurar els seus comentaris.
Un estudi de tuits escrits en un període d'un any durant el 2014 i el 2015 va trobar que més d'un quart de milió de tuits s'havien censurat a Turquia mitjançant la prohibició a l'ombra. També es va trobar que Twitter, el 2015, tenia tuits prohibits a l'ombra que contenien documents filtrats als EUA.
També se sap que Craigslist "fantasma" els anuncis individuals d'un usuari, de manera que el poster rep un correu electrònic de confirmació i pot veure l'anunci al seu compte, però l'anunci no es mostra a la pàgina de categoria adequada.
L'any 2016 es va trobar que WeChat va prohibir, sense cap notificació a l'usuari, publicacions i missatges que contenen diverses combinacions d'almenys 174 paraules clau, incloses "习包子" (Xi Bao Zi), "六四天安门" (4 de juny de Tiananmen), "藏"青, i "藏"青 Tibetan Youth Congress (Tibetan) "ئاللاھ يولىدا" (en el camí d'Al·là). Sembla que els missatges que contenen aquestes paraules clau s'han enviat correctament, però no serien visibles al receptor.
El 2017, el fenomen es va notar a Instagram, amb publicacions que incloïen hashtags específics que no apareixien quan s'utilitzaven aquests hashtags a les cerques.

## Polèmiques

### Polèmiques polítiques
La "prohibició de l'ombra" es va popularitzar el 2018 com una teoria de la conspiració quan Twitter va prohibir a l'ombra alguns republicans. A finals de juliol de 2018, Vice News va trobar que diversos partidaris del Partit Republicà dels Estats Units ja no apareixien al menú desplegable de cerca autoempat de Twitter, limitant així la seva visibilitat quan se'ls cerca; Vice News va al·legar que es tractava d'un cas de prohibició a l'ombra. Després de la història, alguns conservadors van acusar Twitter de promulgar una prohibició en l'ombra als comptes republicans, una afirmació que Twitter va negar. Tanmateix, alguns comptes que no eren obertament polítics o conservadors aparentment tenien el mateix algorisme aplicat. Nombrosos mitjans de comunicació, com ara The New York Times, The Guardian, Buzzfeed News, Engadget i la revista de Nova York, van disputar la història de Vice News. En una publicació al bloc, Twitter va dir que l'ús de la frase "prohibició d'ombra" era inexacte, ja que els tuits encara eren visibles navegant a la pàgina d'inici del compte corresponent. A la publicació del bloc, Twitter afirma que no fa servir la prohibició d'ombra utilitzant la definició "vella, estreta i clàssica" de prohibició d'ombra. Més tard, sembla que Twitter va ajustar la seva plataforma per deixar de limitar la visibilitat d'alguns comptes. En un estudi d'investigació que va examinar més de 2,5 milions de perfils de Twitter, es va descobrir que gairebé un de cada 40 havia estat prohibit a l'ombra per tenir les seves respostes amagades o tenir les seves anses amagades en les cerques.
Durant els segrests de comptes de Twitter del 2020, els pirates informàtics van aconseguir accedir amb èxit a les eines de moderació interna de Twitter tant mitjançant l'enginyeria social com subornant un empleat de Twitter. A través d'això, es van filtrar imatges d'una pàgina interna de resum del compte, que al seu torn va revelar "banderes" d'usuari establertes pel sistema que confirmaven l'existència de prohibicions d'ombra a Twitter. Els comptes s'han marcat amb termes com ara "Tendències a la llista negra" i "Cerca a la llista negra", la qual cosa implica que l'usuari no va poder fer una tendència pública ni es va mostrar als resultats de la cerca pública. Després de resoldre la situació, Twitter va enfrontar-se a acusacions de censura amb afirmacions que intentaven ocultar l'existència de prohibicions a l'ombra eliminant els tuits que contenien imatges de les eines internes del personal utilitzades. Tot i això, Twitter va afirmar que van ser eliminats, ja que van revelar informació sensible dels usuaris.
El 8 de desembre de 2022, el segon fil dels fitxers de Twitter —una sèrie de fils de Twitter basats en documents interns de Twitter, Inc. compartits pel propietari Elon Musk amb els periodistes independents Matt Taibbi i Bari Weiss— va abordar una pràctica denominada "filtrat de visibilitat" per la gestió anterior de Twitter. La funcionalitat incloïa eines que permetien etiquetar els comptes com a "No amplifiquis" i sota "llistes negres" que redueixen el seu protagonisme als resultats de la cerca i als temes de tendència. També es va revelar que alguns comptes conservadors, com ara els Libs d'extrema dreta de TikTok, havien rebut una advertència en què s'indicava que les decisions al respecte només les haurien de prendre l'equip de Política d'integritat del lloc, Suport a l'escalada de polítiques (SIP-PES) de Twitter, que està format principalment per funcionaris d'alt rang. Musk i altres crítics van donar les funcions com a exemples de "prohibició a l'ombra".

### Teories de la conspiració
S'ha popularitzat una forma de teoria de la conspiració en la qual un creador de contingut de xarxes socials suggereix que el seu contingut ha estat suprimit intencionadament per una plataforma que afirma no participar en la prohibició a l'ombra. Les plataformes a les quals s'apunten amb freqüència aquestes acusacions inclouen Twitter, Facebook, YouTube i Instagram.
Per explicar per què els usuaris poden arribar a creure que estan subjectes a "prohibicions a l'ombra" fins i tot quan no ho són, Elaine Moore del Financial Times escriu:
| « | en Like Uber drivers and Deliveroo couriers, social media influencers are at the mercy of algorithms. This makes them perfect fodder for conspiracy theories. It also makes sense that influencers would be baffled by any sudden decrease in engagement and spooked by changes that might jeopardise the brand deals they sign. Instead of believing that their own popularity is waning, some cling to the idea that shadowbans are a disciplinary measure that is used against creators who do not warrant an outright ban from a platform. | ca Igual que els conductors d'Uber i els missatgers Deliveroo, els influencers de les xarxes socials estan a mercè dels algorismes. Això els converteix en el farratge perfecte per a les teories de la conspiració. També té sentit que els influencers es veuran desconcertats per qualsevol disminució sobtada de la implicació i espantats pels canvis que puguin posar en perill les ofertes de marca que signen. En lloc de creure que la seva pròpia popularitat està minvant, alguns s'aferren a la idea que els shadowbans són una mesura disciplinària que s'utilitza contra els creadors que no justifiquen una prohibició absoluta d'una plataforma. | » |